# Lübecker Rat 1600
Der Rat der Hansestadt Lübeck im Jahr 1600, dem zweiten Jahr der Reiserschen Unruhen in Lübeck.

## Bürgermeister
- Dietrich von Broemse, seit 1588, seit 1570 Ratsherr, Zirkelgesellschaft († 18. August 1600 von eigener Hand)
- Gotthard V. von Hoeveln, seit 1589, seit 1578 Ratsherr
- Hermann Warmboeke, seit 1589, vorher seit 1573 Syndicus. († 19. August 1600)
- Alexander Lüneburg, seit 1599, Ratsherr seit 1590 (1600 Kämmereiherr), Zirkelgesellschaft
- Jakob Bording, zu Rate und zum Bürgermeister gewählt am 28. Dezember 1600

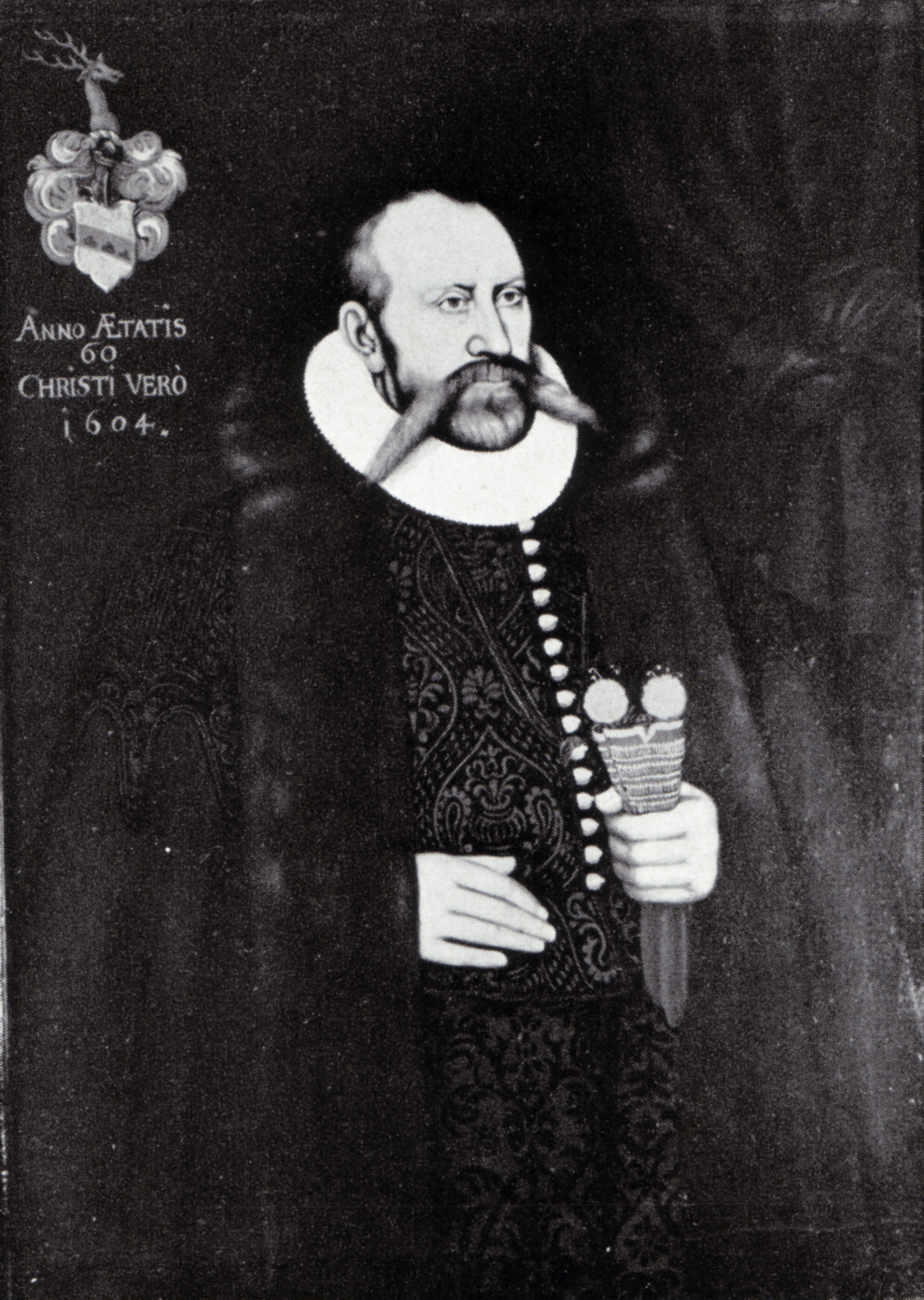
Gotthard V. von Hoeveln
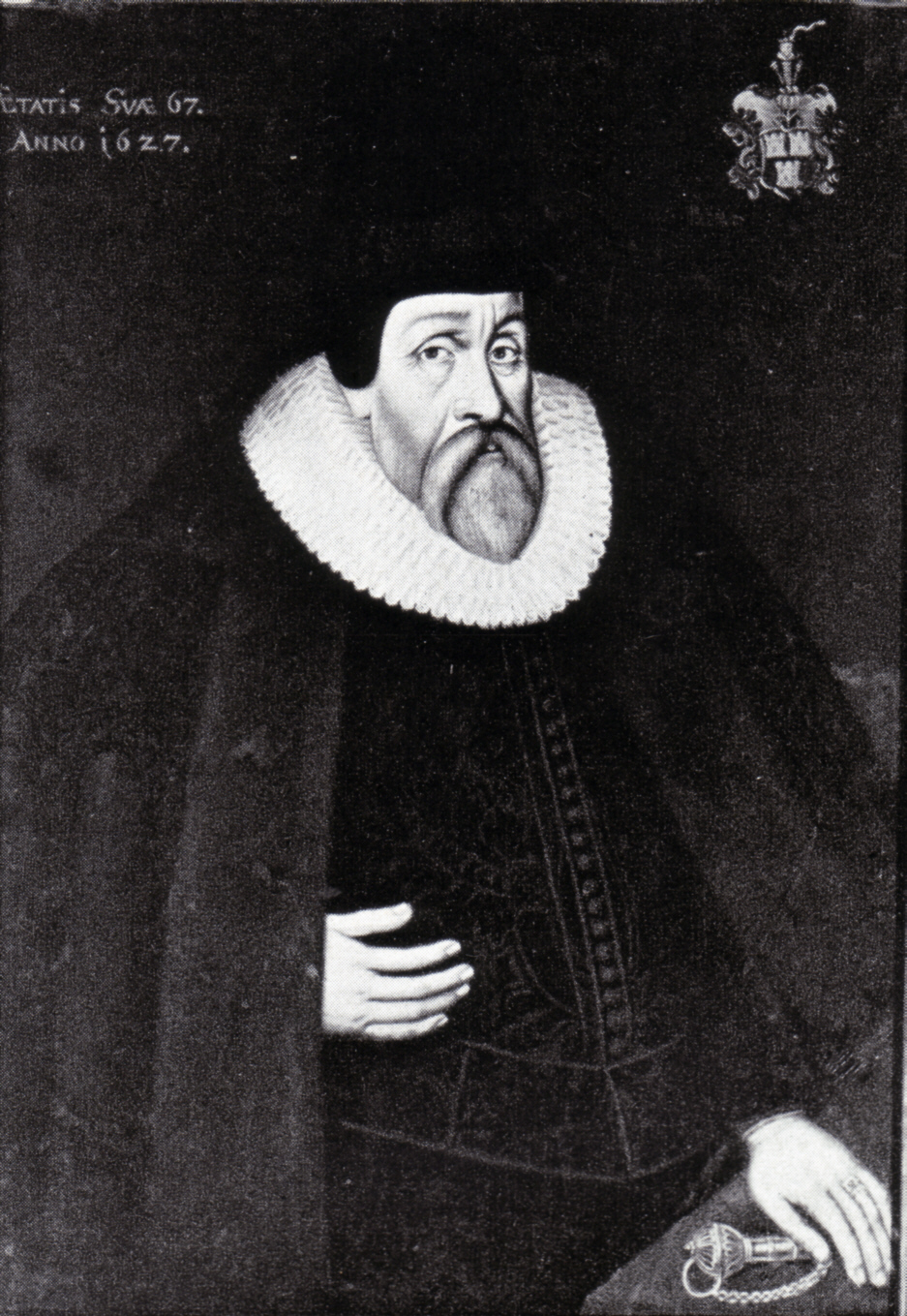
Alexander Lüneburg
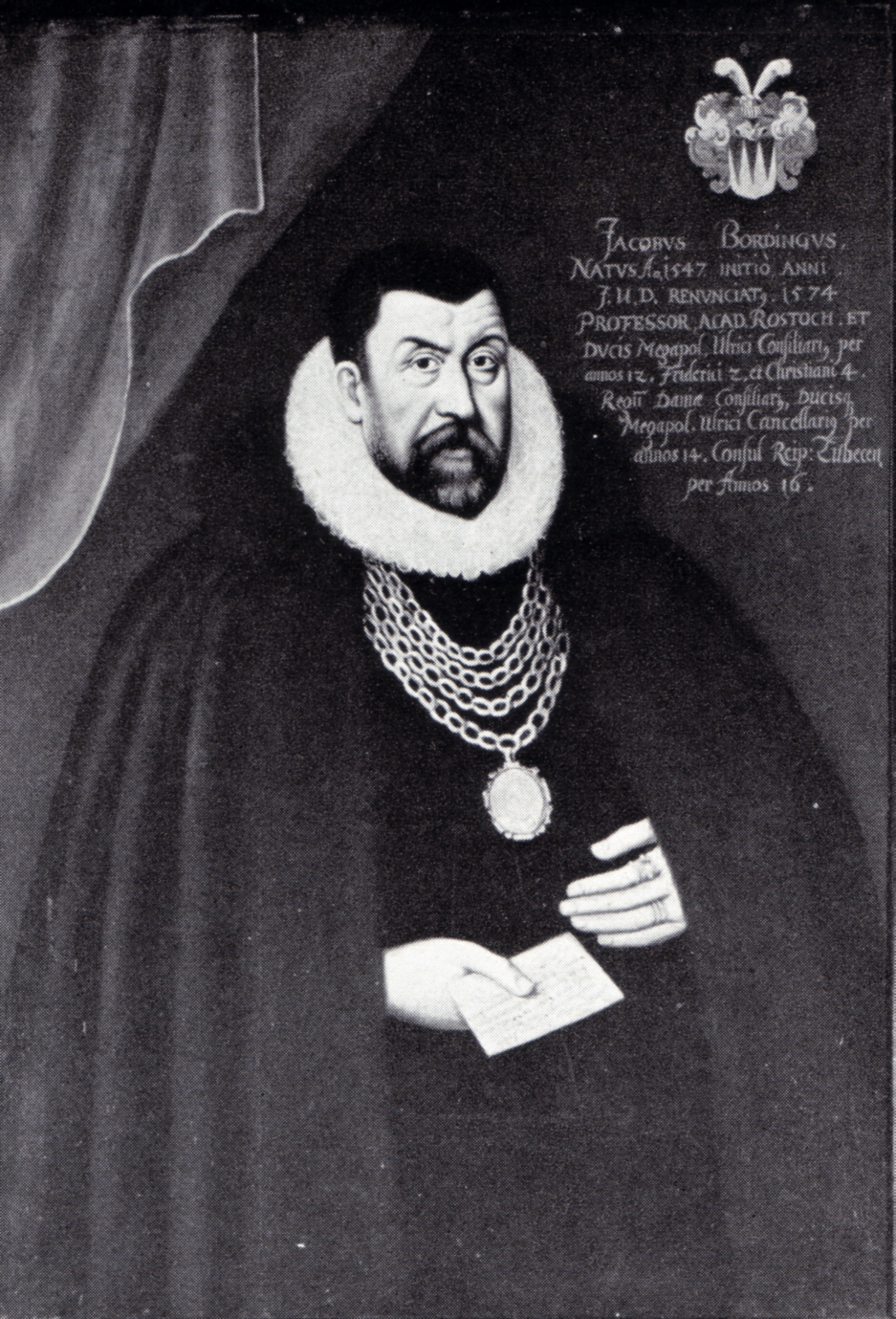
Jakob Bording

## Syndici
- Calixtus Schein, seit 1565. Verstorben 4. November 1600
- Laurentius Finckelthaus, seit 1596

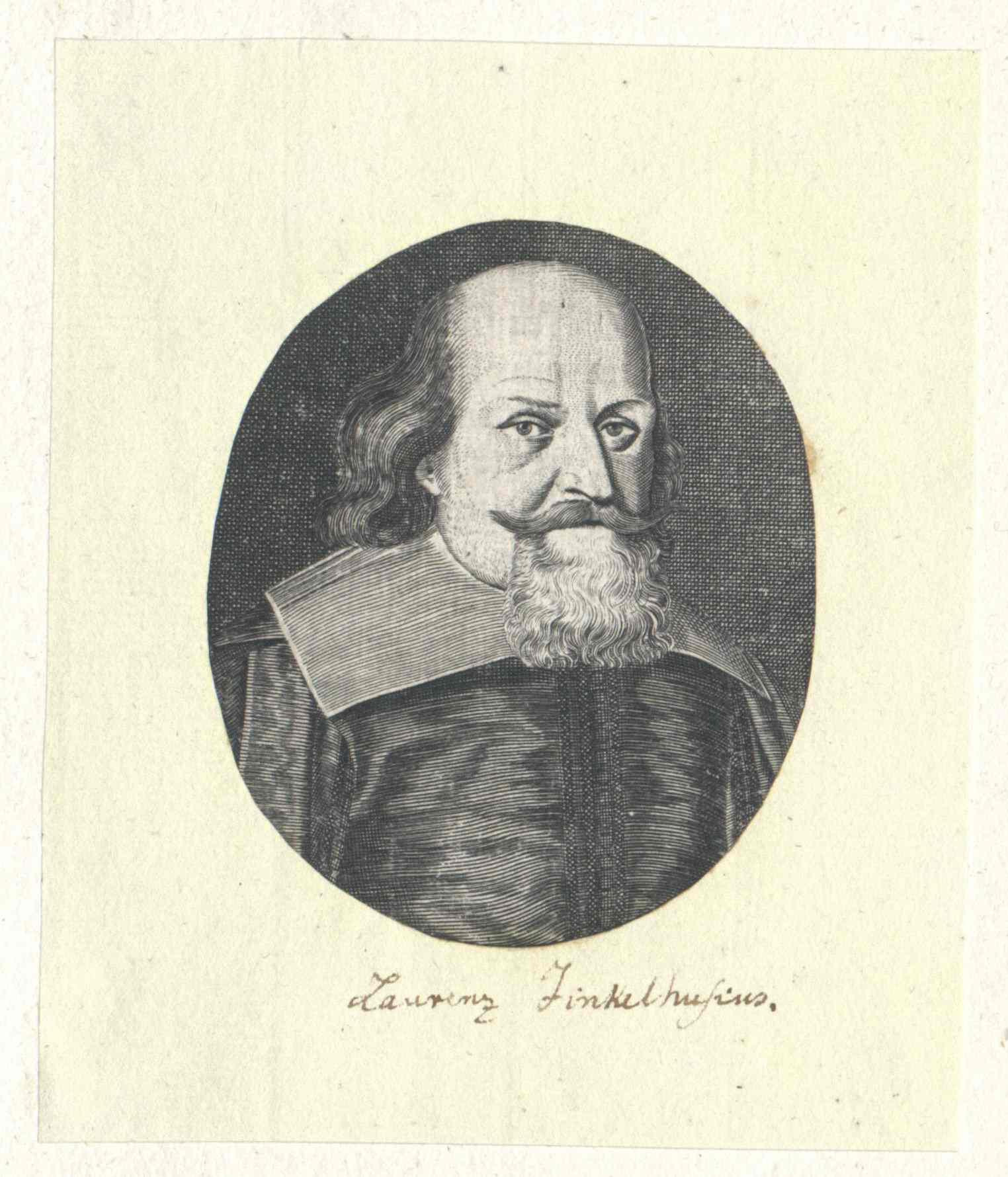
Laurentius Finckelthaus

## Ratsherr
- Joachim Wibbeking, seit 1578
- Jürgen Gruwel, seit 1580, Gewandschneider
- Gerhard Grentzin, seit 1580
- Jürgen von Stiten, seit 1590, Zirkelgesellschaft
- Conrad Garmers, seit 1590
- Heinrich Pasche, seit 1590, Bergenfahrer
- Thomas Rehbein, seit 1593, vorher seit 1573 Protonotar
- Thomas von Wickede, seit 1593, Zirkelgesellschaft
- Peter Martens, seit 1593
- Balthasar Lafferdes, seit 1593
- Heinrich Kerkring, seit 1597, Zirkelgesellschaft
- Hermann von Dorne, seit 1597
- Henning Parcham, seit 1597
- Barthold Saffe, seit 1597

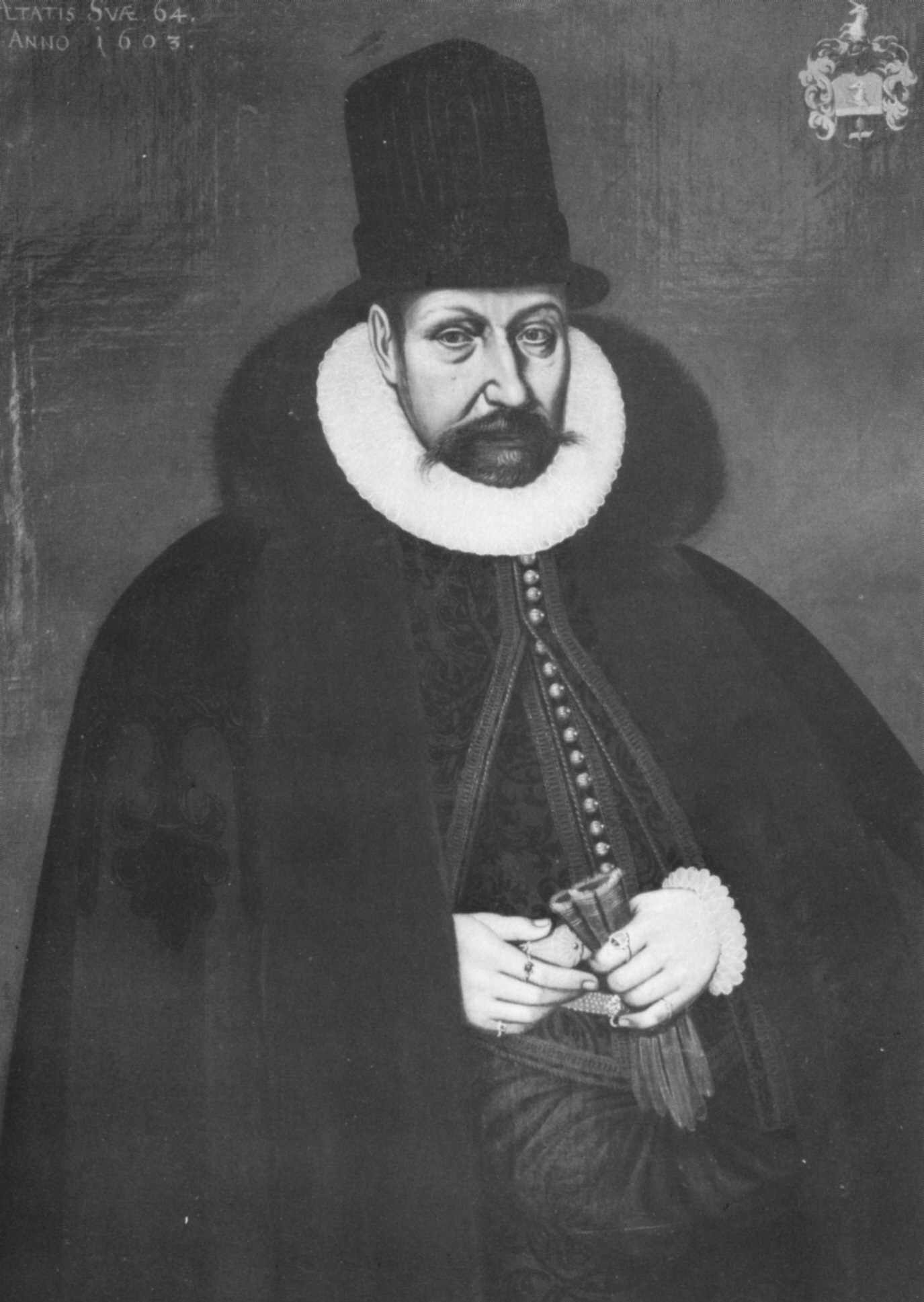
Conrad Garmers
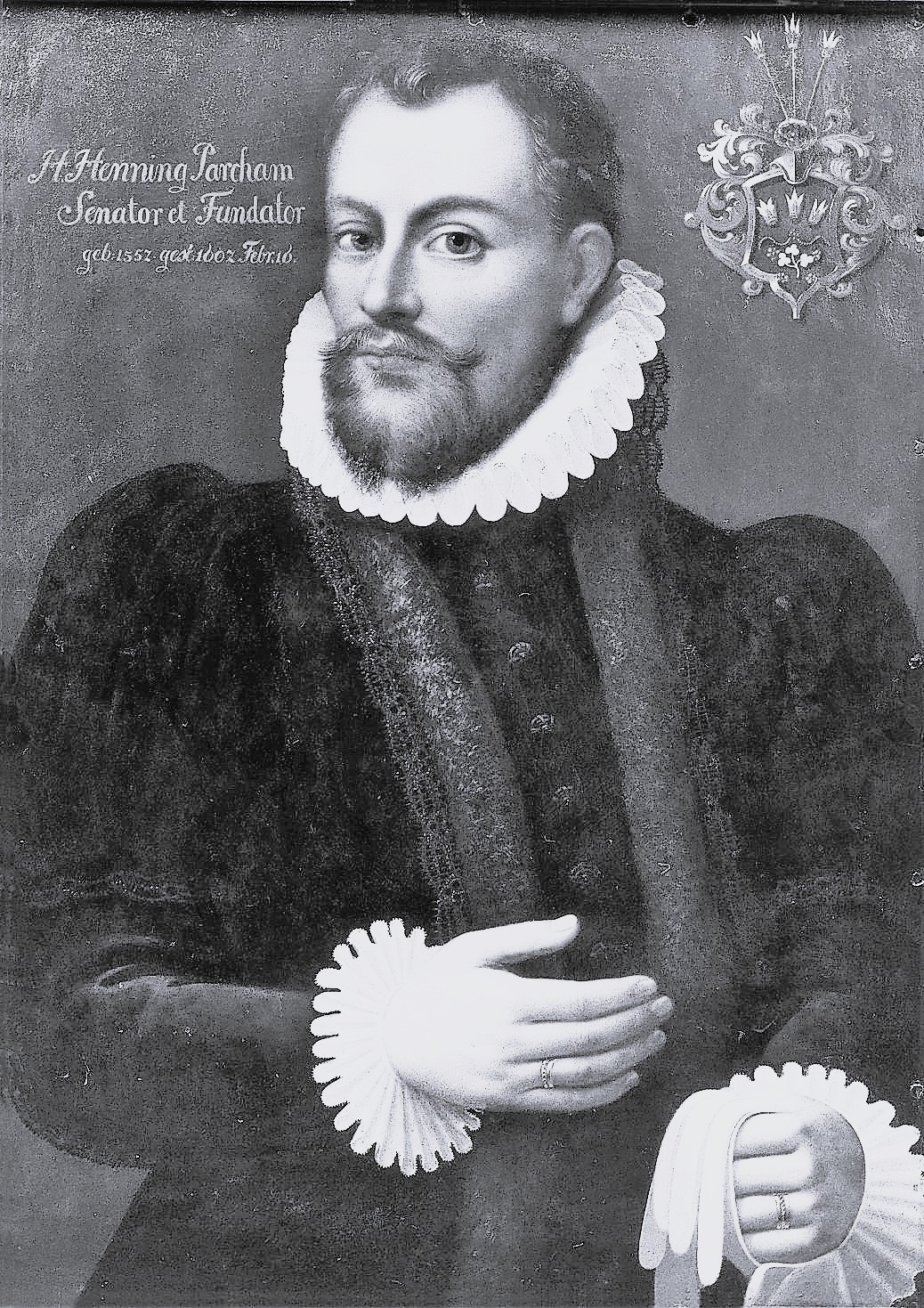
Henning Parcham

## Ratssekretäre
- Das Amt des Protonotars behielt sich der frühere Ratssekretär und Ratsherr Thomas Rehbein vor.
- Franciscus Knockert, seit 1573
- Peter Engelbrecht, seit 1596
- Johan Brambach, seit 1591
- Thomas Plaß, seit 1597, Registrator